# 北霍基斯望遠鏡
北霍基斯望遠鏡是利物浦望遠鏡的複製品，位於美國夏威夷州的哈萊阿卡拉天文台。它是一架2米（79英寸） f/10的里奇-克萊琴望遠鏡.
該望遠鏡由拉斯坎布里斯天文台全球望遠鏡網络（LCOGT）擁有和運營。這架望遠鏡及其姊妹望遠鏡{{link-en|南霍基斯望遠鏡]]被全球各地的研究和教育團體使用。霍基斯望遠鏡計畫就是這樣一個項目，它為英國學校和業餘天文學家的教育計劃提供觀測時間（由LCOGT授予）。
在2013年，它對因冷卻劑耗盡而廢棄的赫雪爾太空望遠鏡進行了成像。

## 外部連結
- Faulkes Telescope Project website （页面存档备份，存于）
- LCOGT （页面存档备份，存于） - The organisation which owns and operates the Faulkes Telescopes